# Magí Camps i Martín
Magí Camps i Martín   (Barcelona, 26 de novembre de 1961) és un filòleg i periodista català, net del també periodista Agustín Martín del Olmo.
Ha desenvolupat la seva vida professional al diari barceloní La Vanguardia, on treballa com a redactor de Cultura (2018) i ha estat redactor en cap d'Edició. És el responsable lingüístic del rotatiu, tant de l'edició en català com de l'edició en castellà. Ha dirigit l'equip de traductors i correctors en totes dues llengües, equip amb què el 2011 va posar en marxa l'edició catalana del rotatiu. També és professor de Traducció Periodística de la Facultat de Traducció i Interpretació de la Universitat Pompeu Fabra. Va ser el coordinador del Libro de redacción de La Vanguardia, el llibre d'estil en castellà publicat el 2004 per l'Editorial Ariel. Va ser el coordinador del Llibre d'estil de La Vanguardia, de l'edició catalana del diari, Libros de Vanguardia, 2018.
L'any 2011 va ser guardonat amb el Premio Nacional de Periodismo Miguel Delibes, per l'article El rosco de los americanismos, publicat a La Vanguardia, en la secció Lletra Petita, que publica des de l'abril del 2005. Des del desembre del 2017, és membre de la Secció Filològica de l'Institut d'Estudis Catalans.

## Obres
- Libro de redacción. La Vanguardia, coordinador. Editorial Ariel, Barcelona, 2004 (agotado).
- Canvi d'agulles, Enric Gomà, coordinador. Autor del capítol "Prefixos i compostos: la regla que confirma l'excepció". RBA La Magrana, Barcelona, 2015.
- Two Editions with their Own Soul. In: Jörg Porsiel (Ed.): Machine Translation. What Language Professionals Need to Know. BDÜ Weiterbildungs- und Fachverlagsgesellschaft mbH, Berlin 2017, ISBN 978-3-93843-094-1, pp. 252–257.
- Llibre d'estil La Vanguardia, coordinador. Libros de Vanguardia, 2018
- Parla'm amb estil. Eumo Editorial. Vic, 2020
- Sucamulla. Univers. Barcelona, 2022